# François Campagne
François Campagne (Perpinyà, 1803 - Perpinyà, 7 de desembre del 1889 va ser un historiador rossellonès.

## Biografia
Era fill de Joseph Campagne, bibliotecari  i de Thérèse de Fossà, filla del prestigiós advocat i historiador Francesc de Fossà -padrí d'en François, per altra banda-; i net de Jean-Pierre Campagne, professor de matemàtiques i rector de la desapareguda universitat de Perpinyà. Es titulà en dret a Tolosa de Llenguadoc i també treballà de bibliotecari però fou conegut especialment per la faceta d'historiador. Dipositari de diversos treballs inèdits del seu avi matern, el 1832 començà a publicar escrits propis al Publicateur des Pyrénées-Orientales, com un treball sobre el besoncle Josep Jaume el 1835. El 1836 intervingué en una agra polèmica entre els autors de Le Publicateur i Dominique-Marie-Joseph Henry sobre la Histoire du Roussillon que aquest havia publicat, i que acabà en injúries personals entre els participants. Posteriorment, el 1858, polemitzà amb l'arxiver Alart sobre si la patrona d'Elna era santa Eulàlia de Mèrida, santa Júlia o una santa Eulàlia rossellonesa; l'intercanvi d'escrits se saldà amb una derrota contundent de Campagne que el poeta local (i futur alcalde) Jean Mercadier reblà amb la frase: 
| «                         | Alart battit là... Campagne | » |
| — Citat per Jean Capeille |                             |   |

## Obres
- Faculté de droit de Toulouse, acte public pour la licence (3 août 1826).  Toulouse: Impr. de Jean-Mathieu Douladoure, 1826.[Enllaç no actiu]
- «Notice historique sur M. Jaume». Le Publicateur des Pyrénées-Orientales, 32, 33 i 34, 1835. Arxivat de l'original el 2015-02-03 [Consulta: 3 febrer 2015].
- «Le droit de vindicte». Le Publicateur des Pyrénées-Orientales, 34 i 36, 1837. Arxivat de l'original el 2015-02-03 [Consulta: 3 febrer 2015].
- Puiggari, Pierre; Campagne, François «Les guerres personnelles». Le Publicateur des Pyrénées-Orientales, 37-43 i 48-49, 1837. Arxivat de l'original el 2015-02-03 [Consulta: 3 febrer 2015].
- «Les comtes héréditaires du Roussillon étaient-ils dépendants de ceux de Barcelone». Le Publicateur des Pyrénées-Orientales, 45, 46 i 47, 1836. Arxivat de l'original el 2015-02-03 [Consulta: 3 febrer 2015].
- «Réponse a M. Henry». Le Publicateur des Pyrénées-Orientales, 49, 1836. Arxivat de l'original el 2015-02-03 [Consulta: 3 febrer 2015].
- La sainte Messe, petit vespéral des dimanches et fêtes, et psaumes graduels, traduits en vers français... par M. Jacques Argiot. (Compte-rendu par François Campagne).  Perpinyà: J.-B. Alzine, 1851.[6]
- Dissertation historique sur sainte Eulalie, patronne d' Elne suivie d'une notice raisonnée sur la véritable date de l'ancien autel d'argent, érigé dans l'Eglise de cette cité.  Perpinyà: imprimerie de Mlle A. Tastu, 1858.[Enllaç no actiu]
- Réponse au deuxième article de M. Alart sur les patronnes d'Elne.  Perpinyà: typographie de J.B. Jacob, ca 1860.[Enllaç no actiu] ( Text digitalitzat.)
- Supplément à la dissertation historique sur sainte Eulalie, patronne d'Elne.  Perpinyà: Impr. Mlle. A. Tastu, 1863.[Enllaç no actiu]
- «Dissertation sur l'église Saint-Jean-le-Vieux à Perpignan». Société Agricole Scientifique & Littéraire des Pyrénées-Orientales, volum 29, 1888, pàg. 110-164.[7]